# لوكاس مورراتو
لوكاس مورراتو (مواليد 25 مايو 1994) هو لاعب كرة قدم برازيلي.

## وصلات خارجية
- لوكاس مورراتو على موقع رابطة كرة القدم اليابانية للمحترفين (اليابانية)
- لوكاس مورراتو على موقع قاعدة بيانات كرة القدم.إي يو (الإنجليزية)
- لوكاس مورراتو على موقع Soccerway.com (الإنجليزية)
- لوكاس مورراتو على موقع عالم كرة القدم.نت (الإنجليزية)
- لوكاس مورراتو على موقع AS.com (الإسبانية)